# L'eriçó
L'eriçó, títol original en francès Le Hérisson, és una pel·lícula francesa dirigida per Mona Achache i estrenada l'any 2009, basada en la novel·la L'elegància de l'eriçó de Muriel Barbery. Va ser presentada a la Semana de Valladolid, aconseguint dos premis: el del públic i el de la millor música.

## Argument
Diversos residents del número 2 del carrer Eugène Manuel, a París, es troben de manera inesperada. Entre ells hi ha Paloma Josse, una nena de onze anys d'extrema intel·ligència amb un pla secret. També s'hi troba Renée Michel, la portera reservada i solitària, que amaga sota la seva aparença d'incultura i timidesa una personalitat intel·ligent i culta. Un altre és l'enigmàtic senyor Kakuro Ozu, un japonès que recentment s'ha instal·lat a l'edifici.

## Repartiment
- Josiane Balasko: Madame Michel, la conserge
- Garance Le Guillermic Paloma Josse, la nena
- Togo Igawa: Monsieur Ozu, el nou propietari
- Anne Brochet: Solange Josse, la mare de Paloma
- Ariane Ascaride: Manuela Lopez
- Wladimir Yordanoff: Paul Josse, el pare de Paloma
- Gisèle Casadesus: Madame De Broglie, la persona gran del tercer pis
- Jean-Luc Porraz: Jean-Pierre, el jugador solitari d'escacs